# Geraldo
Geraldo (of: The Geraldo Rivera Show) was een Amerikaans praatprogramma die vanaf eind jaren tachtig het tijdperk van "Trash-TV" inluidde en destijds voor veel controverse zorgde.

## Omschrijving
Sensatiejournalist Geraldo Rivera kreeg in 1987 zijn eigen dagelijkse televisieshow op de Amerikaanse televisiezender CNBC. Geraldo richtte zich vanaf het begin op controversiële onderwerpen en gasten. De allereerste aflevering was meteen al spraakmakende televisie. Een door een ex verminkt fotomodel deed haar verhaal in het praatprogramma. De eerste uitzending werd door het publiek zeer goed ontvangen, maar de critici maakten gehakt van de show. Het zou goedkoop en gemakkelijk vermaak zijn en de presentator kon maar weer beter verdergaan met zijn andere baan als onderzoeksjournalist. CNBC wilde zelf graag doorgaan met Amerika's eerste "Trash-TV"-programma. Het format werd doorgezet met onderwerpen als "Mannen die kanten slipjes dragen en de vrouwen die van hen houden" en "Helse Familiezaken". In 1988 werd er geschiedenis geschreven door een uitzending waarin een nazi-skinhead en een zwarte activist tegenover elkaar kwamen te staan op het podium waarbij een gigantische gevecht, met ook andere aanhangers van beide partijen, uitbrak met als gevolg een gebroken neus voor Rivera door een rondvliegende stoel. Hierna begon de presentator en een deel van het publiek zelf ook mee te vechten. Het is het meest memorabele moment ooit van het praatprogramma en een van de bekendste Amerikaanse televisiemomenten ooit. Op bijna alle Amerikaanse kranten prijkten de dag na de opname foto's van Geraldo's gemolesteerde gezicht. Omdat de uitzending vooraf al zoveel publiciteit had brak hij alle kijkcijferrecords. In de show werden ook vaak controversiële bekende gasten uitgenodigd, zoals in 1996 Tonya Harding. Zij deed in Geraldo voor het eerst verhaal na de sabotage-affaire die zij onderging om van schaats-concurrente Nancy Kerrigan te winnen. Ook liet Geraldo Rivera twee keer plastische chirurgie bij zich toepassen in uitzendingen. In 1998 werd het programma na elf seizoenen stopgezet.